# Bantu
Bantu je ime kojim je Bleek (1862.) označio crnačke narode takozvane 'Crne Afrike', na temelju njihove jezične srodnosti. Bantu narodi, uz Sudanske crnce, jedna su od dvije glavne grane crnačkog stanovništva Afrike. Njihovo ime Bantu (=ljudi) plural je riječi muntu (=čovjek), obuhvaća stotine plemena raspršenih po tropskim šumama od kojih su najpoznatiji: Teke u šumama Kameruna i Konga, zatim velika grupa Ndonga od kojih su najpoznatiji Ovambo, Lunda, Katanga i Rundi koji žive južno i jugoistočno od Teka. U područjima oko Zanzibara plemena Swahili. U blizini jezera Nyasa nalazimo plemena Konde (Vahehe i druge), te dalje na Zambeziju crnce Marawi i Tete. U Mozambiku žive Makua crnci, a zapadno od njih grupe poznate kao Sotho u koje spadaju veoma poznati Zulu i Kafri, pa plemena Herrero, Tswana i Matabele. Matabele su ogranak potekao od ratobornih Zulua. 

## Kultura
Bantu crnci, kako po jeziku, tako su srodni i po kulturi. Crnačka Bantu plemena uglavnom su poligamna, a položaji žena dosta povoljni, barem onih koje su prve udane (glavne). Uvođenja mladeži u svijet odraslih (inicijacija) popraćene su raznim kušnjama, otkrivaju se tajne i povijest plemena, i sve to prati ples i pjesma. Kod starih Bantua, odnosno što izvorno pripada njihovoj kulturi, su također tajna društva, a bilo je i žrtvovanja ljudi, kao i kanibalizma. 
Bantui su ratari i lovci. Glavna uzgojena kultura ovih plemena je proso (durha) a kada je iz Amerike stigao kukuruz, prihvatili su i njega. Pod utjecajem Nilota i Hamita, susjedna Bantu plemena počinju uzgajati i goveda.
Nastambe Bantua, onih na zapadu, su četverougle, od drveta i s krovom sa zabatom. Kuće su inače uobičajeno kružne sa stožastim krovom. Mnogi Bantui znaju za upotrebu željeza, u stvari prilično je raširena upotreba željeznih šiljaka koplja i strijela. Peći za taljenje i kovački mijeh na zavidnoj su visini, pa je tako i njihova magija često vezana uz ovaj obrt.
Crnci ove grupe obično za vrhovnoga vođu imaju 'kralja' kojemu pripisuju nadljudske sposobnost. Kao politeisti poznaju mnoge bogove.

## Bantu plemena
Vidi Dodatak:Popis naroda svijeta: Bantu

## Vanjske poveznice
- Općenito;
- Mitovi i Legende;
- Jezici;
- Glazba  Arhivirana inačica izvorne stranice od 8. srpnja 2006. (Wayback Machine);
- Foto galerija